# تپه کلاته محمد جان
تپه کلاته محمد جان مربوط به سده‌های ۳ تا ۷ ه.ق است و در شهرستان نیشابور، بخش تخت جلگه، دهستان بینالود، ۱۰۰ متری روستای کلاته محمد جان واقع شده و این اثر در تاریخ ۱ مرداد ۱۳۸۶ با شمارهٔ ثبت ۱۹۳۲۱ به‌عنوان یکی از آثار ملی ایران به ثبت رسیده است.